# Abraham Brodersson
Abraham Brodersson, født ca. 1350, død 1410 var ridder og rigsråd på dronning Magretes og Erik af Pommerns tid. Han omtales første gang 1380, stod højt i gunst hos dem begge og var under Kalmarunionen en fremgangsrig kommandør. Hans politiske og militære indsats belønnedes så meget at han kom til at blive en af de rigeste i unionen, så rig at han kunne udlåne store beløb til den danske krone. Mod slutningen af hans liv ejede han 200 gårde og byer i det sydlige Sverige, i Finland og på Sjælland.
Han erhvervede sin rigdomme på forskellige måder. På borgen Piksborg ved søen Bolmen i Småland residerede slotsherren Ebbe Pik. Da han døde, giftede Abraham Brodersson med enken og kom denne måde til at eje hendes gårde i Finnveden. Han overtog flere andre gårde ved at true ejerne med vold, hvis de ikke solgte til ham for et beløb, han selv bestemte. På denne måde overtog han gården Karlsbol i Småland fra dens ejer adelsmanden Filip Bonde. Først flere år efter Abraham Broderssons død fik Filip Bonde sin gård tilbage. Han blev nævnt flere gange sammen med både Jep (Jacob) Muus og ridderen Nils Jönsson (Svarteskåning), som begge af hansestæderne blev beskyldt for sørøver. blev anklaget af pirater af hansestæderne. Det var i den tid, hvor dronning Margrete lagde pres på hansestæderne, og alle ovenstående tre blev riddere mere eller mindre i samme periode.
Da de svenske adelige ville slippe af med Albrecht af Mecklenburg blev der afholdt et møde med Dronning Margrete af Danmark og Norge i Dalsland. En af underskriverne af Dalaborgstraktaten (Dalaborgstraktaten er en aftale fra 1388 mellem svenske adelige og dronning Margrete), var Abraham Brodersson, som det følgende år blev kurator for konkursboet på Varberg Slot. Traktaten blev fulgt af kampene mod Albrecht af Mecklenburg, og i februar 1389 under Slaget ved Åsle uden for Falköping, hvor kong Albrecht blev taget til fange og afsat. Selvom det ikke vides, om Abraham Brodersson deltog i slaget ved Åsle, blev han kort derefter udnævnt til ridder. Det var dog ikke slutningen på krigen, 1393–1394 ledte Abraham Brodersson belejringen af Stockholm og de Albrecht-venlige borgere i byen.
I november 1403 blev unionens krigsflåde sendt til Gotland for at generobre øen fra Den Tyske Orden. De øverstkommanderende var Abraham Brodersson, Algot Månsson Sture og Sven Sture. Krigsindsatsen mislykkedes militært, men efter flere blodige kampe blev der opnået en overenskomst, som gik ud på at unionen med 9000 engelske nobler kunne købe Gotland. Fra 1403–1405 var han herre på Kalmar Slot, og tilføjede dermed, efter Varberg Slot, et andet vigtigt militært knudepunkt i unionstidens Skandinavien.